# アメリカンニンジャウォリアー
『アメリカン・ニンジャ・ウォリアー』（American Ninja Warrior、略称：ANW）は、日本のリアリティ番組『SASUKE』を原作としたアメリカのスポーツ・エンターテインメント・リアリティ番組で、『アメリカン・ニンジャ・チャレンジ』の後継番組でもある。

## 概要
挑戦者はさまざまな都市に設置された障害物コースに挑戦する。障害物コースは予選コース、準決勝コース、ラスベガス・ストリップ（緑山と呼ばれることもある）を舞台とする4部構成の決勝コースに分かれている。すべてのコースを最速タイムでクリアした選手が賞金100万ドルを獲得することができる。第10期からは、残った1人の選手が決勝コースのいずれかのパートでリタイアしたものの、他の選手よりも最速タイムでクリアした場合、慰め賞金10万ドルを獲得する。番組の司会はマット・アイゼマンとアクバー・グバジャ＝ビアミラが務める。
現在までに、最高賞金を獲得したのは3人だけである： アイザック・カルディエロ、ドリュー・ドレッシェル、バンス・ウォーカー（2度優勝した唯一の選手）だ。さらに、ジェフ・ブリテン、ダニエル・ギル、カレブ・バーグストロームの3人が、完全制覇を達成した唯一の準優勝者である。
この番組は2009年12月12日にケーブルチャンネルG4で初放送された。最初の3期は予選と準決勝の1つのコースのみの放送で、上位出場者は日本へ渡り、SASUKE大会の決勝コースで競い合った。2012年、複数の都市での複数の予選および準決勝コース、ラスベガスでの固定された決勝コースから現代的な形式が始まり、現在はNBCで定期的に放送されている。2020年、COVID-19の規制を受け、番組は通常の形式を廃止し、無観客でのセントルイスのスタジオで短い大会を撮影した。第13期の制作は、撮影場所は減ったものの、以前の形式に戻った。
2025年2月3日、番組は第17期に更新され、2025年6日に初放送されることが発表された。2025年8月4日、番組は第18期に更新されたことが発表された。

## 歴史
2006年末、アメリカのケーブルチャンネルであるG4は、日本のスポーツエンターテインメント番組『SASUKE』（英語字幕版または吹き替え版、『Ninja Warrior』と改題）の放送を開始した。これと同時に、同チャンネルは第1回アメリカン・ニンジャ・チャレンジを開催し、アメリカ人がSASUKEに出場する機会を得た。やがて、G4で年2回放送されるSASUKEは米国でカルト的な人気を博し、最終的には同チャンネルで最も視聴される放送になりかけた。これが2009年、この番組のアメリカ版である『アメリカン・ニンジャ・ウォリアー』の制作につながった。American Ninja Warriorは、American Ninja Challengeに続いて、アメリカ人がSASUKEに出場するための予選ルートとなった。
第4期から、アメリカのファイナリストたちは、SASUKEに出場するために日本へ遠征する代わりに、ラスベガス・ストリップのほぼ同じ決勝コースで競うようになった。NBCは、第4期から都市決勝と全国決勝のエピソードを放送するようになった。
第5期までに、G4はEsquire Networkに取って代わられることが決まっており、2013年1月までに『アメリカン・ニンジャ・ウォリアー』以外のすべてのオリジナル番組を終了していた。注目すべきは、第5期のコースに沿ったサイドボードの広告に、G4が2013年4月22日までにEsquire Networkに移行する予定だったため、放送局としてEsquire Networkが記載されていたことだ。しかし、チャンネル切り替えは2013年9月23日に延期され、代わりにEsquire NetworkがStyle Networkのチャンネルスペースを引き継いだ。その結果、NBCはオリジナルエピソードの単独放送局となり、Esquire Networkは第8期まで再放送を放送した。